# Хаджер (футбольный клуб)
«Хаджер» — саудовский футбольный клуб из города Эль-Хаса, выступающий в саудовском Первом дивизионе. Основан в 1950 году.

## История
Впервые «Хаджер» выступал в Саудовской лиге в сезоне 1988/89. Он набрал одинаковое количество очков с «Аль-Вахдой», но уступил ей спасительное десятое место по дополнительным показателям. В следующий раз «Хаджер» появился в главной саудовской футбольной лиге в сезоне 1998/99. Он играл роль главного аутсайдера турнира, сумев одержать первую победу лишь в 14-м туре. На протяжении 2000-х годов клуб играл в Первом дивизионе, лишь однажды на один год вылетев во Второй дивизион.
В 2011 году «Хаджер» уверенно выиграл Первый дивизион и спустя 12 лет вернулся в Про-лигу. В Про-лиге 2011/12 команда под руководством бразильского тренера Эдналдо Патрисио заняла 11-е место с заметным отрывом от зоны вылета. По итогам следующего же чемпионата «Хаджер» вылетел из лиги. На возвращение обратно клубу понадобился год. В сезоне 2014/15 «Хаджер», возглавляемый с седьмого тура черногорским тренером Небойшей Йововичем, занял десятое место. Но уже через год команда вновь вылетела из Про-лиги.

## История выступлений
| Сезон   | Дивизион        | Место | Кубок |
| ------- | --------------- | ----- | ----- |
| 1988/89 | Саудовская лига | 11-е  |       |
| 1989/90 | Первый дивизион | 3-е   |       |
| 1990/91 |                 |       |       |
| 1997/98 | Первый дивизион | 4-е   |       |
| 1992/93 |                 |       |       |
| 1993/94 |                 |       |       |
| 1994/95 |                 |       |       |
| 1995/96 |                 |       |       |
| 1996/97 |                 |       |       |
| 1997/98 | Первый дивизион | 1-е   |       |
| 1998/99 | Саудовская лига | 12-е  |       |
| 1999/00 | Первый дивизион | 3-е   |       |
| 2000/01 | Первый дивизион |       |       |
| 2001/02 | Второй дивизион | 1-е   |       |
| 2002/03 | Первый дивизион | 8-е   |       |
| 2003/04 | Первый дивизион | 5-е   |       |
| 2004/05 | Первый дивизион | 4-е   |       |
| 2005/06 | Первый дивизион | 8-е   |       |
| 2006/07 | Первый дивизион | 4-е   |       |
| 2007/08 | Первый дивизион | 10-е  |       |
| 2008/09 | Первый дивизион | 5-е   |       |
| 2009/10 | Первый дивизион | 7-е   |       |
| 2010/11 | Первый дивизион | 1-е   |       |
| 2011/12 | Про-лига        | 11-е  |       |
| 2012/13 | Про-лига        |       |       |